# Bookmaking on the Distaff Side
Bookmaking on the Distaff Side (deutsch: "Buchherstellung aus der weiblichen Perspektive"; wörtlich: "Buchherstellung auf der weiblichen Seite") aus dem Jahre 1937 ist ein Sammelband, welcher von einer Vereinigung weiblicher Druckerinnen namens „Distaff Side“ herausgegeben wurde. Gesammelt sind dort Beiträge von Druckerinnen, Illustratorinnen, Autorinnen, Typografinnen und Schriftsetzerinnen. Es werden in vielen der Texte die Ungleichheiten in der Druckindustrie aufzeigt und eine Aufarbeitung der Geschichte des Buchdrucks gefordert.  Das Buch besteht aus 30 Beiträgen und ist eine Zusammenstellung von Essays und Gedichten, die von Frauen speziell für diese Veröffentlichung geschrieben, gestaltet, gesetzt und/oder gedruckt wurden. Es enthält eine Vielzahl von Schriftarten, Papieren und Layouts und erschien in einer Auflage von 100 Exemplaren.
Die Titel- und Widmungsseiten wurden von Bruce Rogers entworfen, der Einband wurde von Miss ME Stewart von JC Valentine & Co. erstellt, das Einbandpapier von Miss Delight Rushmore beigesteuert; zahlreiche andere Teilnehmerinnen und Teilnehmer wurden in den Inhaltsseiten erwähnt (siehe Inhalt).

Einige der Titelseiten diverser Texte
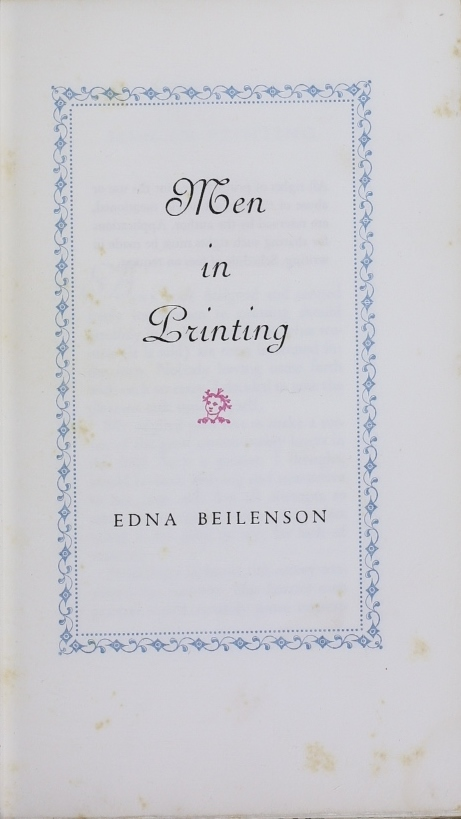
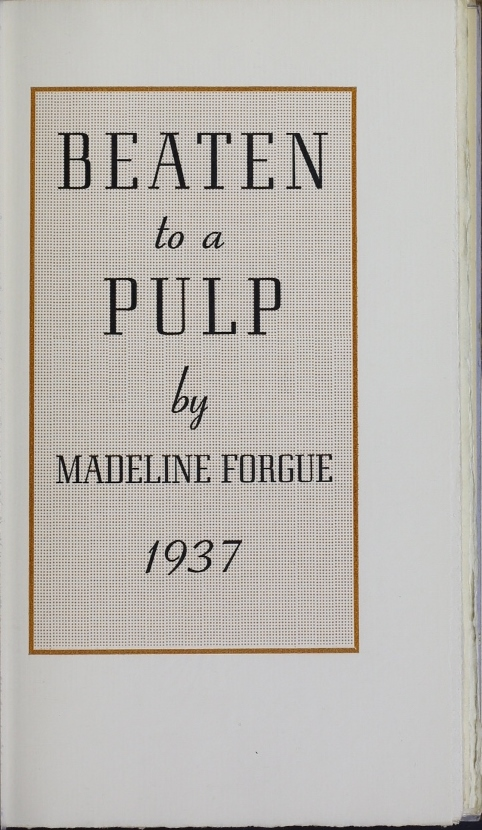

Das Buch ist sowohl gestalterisch als auch inhaltlich relevant, denn es ist eines der wenigen Bücher, das sich fast ausschließlich mit der Geschichte von Frauen im Buchwesen beschäftigt. Eine der Mitwirkenden, Edna Beilensen von Peter Pauper Press, schrieb:
"The Distaff Side is a loosely-knit organization ... of women; and its membership has been enlisted from printing-offices, publishing houses, studios and other hiding-places where may be found devotees of the graphic arts.... [It] was born out of a righteous indignation that sufficient recognition had never been accorded to woman's place in the history of printing. To amend this deficiency, The Distaff Side published its first book, titled Bookmaking on the Distaff Side, which disclosed the monumental contributions which spinsters, wives, and widows have made to the graphic arts." – Edna Beilensen 
Sie schreibt also über die Organisation, dass Distaff Side eine lose Organisation von Frauen sei, deren Mitglieder aus Druckereien, Verlagen, Ateliers und anderen Verstecken, in denen Liebhaber der grafischen Künste zu finden waren. Diese Organisation entstand aus der Empörung darüber, dass der Platz der Frau in der Geschichte des Drucks nie ausreichend gewürdigt worden war. Um diesen Mangel zu beheben, veröffentlichte "The Distaff Side" ihr erstes Buch mit dem Titel "Bookmaking on the Distaff Side", welches die wichtigen Beiträge aufzeigt, die unverheiratete Frauen, Ehefrauen und Witwen zur grafischen Kunst geleistet haben.

## Inhalt
|     | Autor                 | Name | Weitere Infos |
| --- | --------------------- | --- | --- |
| 1.  | The Committee         | Introduction | |
| 2.  | Frederic W. Goudy     | “Bertha M. Goudy: Memories.”                                                                                              | Gesetzt in Goudy Bertham von Marie Berliner, gedruckt in der Druckerei Walpole auf Brenton-Papier, das von der Japan Paper Co. |
| 3.  | Ruth Shepard Granniss | “Printer Maids, Wives and Widows.”                                                                                        | Dekoriert von Hilda Scott, designt von Helen Gentry, zusammengestellt/gelayoutet von Chas. D. O'Brien und Samuel Strauss, Pressearbeit von Frederick Rudge, Joseph Benedetto und William Hansen, Papier von Ted Bliss und Seymour Paper Company, Schnitte von Arthur Moraldi und Horan Engraving Company. |
| 4.  | Marie Carré Phelps    | “Bookbinding in the Home.”                                                                                                | Gestaltet von Jean B. Barr, gedruckt von George Grady Press auf elfenbeinfarbenem Archer-Plate-Finish-Papier mit freundlicher Genehmigung der Whitehead and Alliger Company und Rasterdruck von Power Reproduction Corporation.                                                                           |
| 5.  | Emily E. Connor       | “Every man shall bear his own burden … ”                                                                                  | Gesetzt in Caslon Old Style No. 471, gedruckt bei The Marchbanks Press auf Duca D'Este-Papier der T.N. Fairbanks Company. |
| 6.  | Evelyn Harter         | “An Interview with the Eminent Professor Hugo K.O. Muttonquad.”                                                           | Illustrationen von Susanne Suba, gesetzt in Monotype Bembo und Deepdene von The Haddon Craftsmen, gedruckt auf Worthy Hadrian Dove Gray, Gravuren von Tri-Art Engraving Company. |
| 7.  | Biruta Sesnan         | “CPW.” | Entworfen und gestaltet von Mitgliedern des "Club of Printing Women of New York", gedruckt in der Kalkhoff Press, New York, auf 80 lb. White Utopian Deckle Edge. |
| 8.  | Alphonse Alkan        | “Women as Compositors at the Time of the French Revolution: A Translation from the French.”                               | Gedruckt von Margaret Briant Evans, Übersetzung von Helen G. Field, gedruckt auf der Overbrook Press von Frank Altschul, persönlicher Stempel nach einer Spielkarte von W.A. Dwiggins, Druck von John MacNamara.                                                                                          |
| 9.  | Anne Lyon Haight      | “Are Women the Natural Enemies of Books?”                                                                                 | Illustriert von Anne Heyneman, gestaltet von Leontine Gensamer, gedruckt bei der Powgen Press. |
| 10. | Jane Bissell Grabhorn | “A Typografic Discourse for The Distaff Side of Printing: A Book by Ladies: From Jane Grabhorn’s Typographic Laboratory.” | Jumbo Press, San Francisco. |
| 11. | Edna K. Rushmore      | “Ann Franklin and Elizabeth Timothy, Colonial Women Printers.”                                                            | Hand gesetzt von Edna K. Rushmore in Morris-Jenson-Schriftart, gedruckt auf Worthy-Charta-Papier von Arthur W. Rushmore bei The Golden Hind Press, Madison, New Jersey. |
| 12. | Jessica Thompson      | “A Short History of Ladies-in-Printing in Connecticut: Based on Some Very Thorough, Careful, & Exhausting Guesswork.”     | Hawthorn House, Windham, Connecticut. |
| 13. | Ruth Doublas Keener   | “The Punctuation Pets: An Apology to Grammarians.”                                                                        | Anmerkung: "Erstmals gegossen in Langeweile, Januar 1936; neu gezeichnet auf einem Notizblock, Juli 1937; vervielfältigt von der Meridian Gravure Company. Motion Picture Rights Reserved!" |
| 14. | Edna Beilenson        | “Men in Printing.” | Entworfen von Edna Beilenson, gedruckt bei der Peter Pauper Press. |
| 15. | Gertrude Stein        | “I remember and this was long ago they were talking about automobiles …”                                                  | |
| 16. | Alison W. Davis       | “How One of Them Got That Way.”                                                                                           | Gesetzt in 10-Punkt-Walbaum, gedruckt von der Stratford Press auf cremefarbenem Albion-Büttenpapier der Whitaker Paper Company, Linolschnitt von der Eagle Photo Engraving Company. |
| 17. | Louise Bonino         | “A Brief Note on Women Illustrators.”                                                                                     | |
| 18. | Madeline Forgue       | “Beaten to a Pulp.” | Entworfen von Madeline Forgue, Schriftarten Linotype Granjon, Ludlow Eden Light und Cornet, gedruckt auf Worthy Hand and Arrows Papier von Black Cat Press. |
| 19. | Wanda Gág             | “Two Linoleum Blocks.” | Gedruckt mit freundlicher Genehmigung von Elizabeth Wood bei der Harbor Press. |
| 20. | Marguerite Swanton    | “Women as Typesetters.”                                                                                                   | |
| 21. | Dorothy Judd Jackson  | “Esther Inglis, Calligrapher, 1571-1624.”                                                                                 | Entworfen von Helen Olson, gedruckt in der Spiral Press, New York, nach einem Schriftsatz der Composing Room, Inc. |
| 22. | Barbara Cowles        | “The Printer’s Mistress to His Wife.”                                                                                     | Hand gesetzt und auf einer Handpresse gedruckt von Ellen Bentley, Holzstiche von Gretel. |
| 23. | Mary D. Alexander     | “A Few Disadvantages of Being a Woman.”                                                                                   | Entworfen und gedruckt von Mary D. Alexander bei der University of Chicago Press, Papier von Worthy Hand and Arrows präsentiert von Gene Zahringer von der Messinger Paper Company. |
| 24. | Ruth Ordway Emmons    | “Proof Reader.” | Erstellt mit Goudy Text und Mediæval, mit Unterstützung von The Maverick Press. |
| 25. | Eleanor P. Spencer    | “The Printer’s Relict: An Example to Her Sex.”                                                                            | Baltimore: The Amphora Press, 1937. Pressearbeit von E.L. Hildreth & Company. |
| 26. | Anne T. Thwaite       | “A Letter: Annie Thwaite, 1685-1732.”                                                                                     | Gedruckt in der Druckerei des Dinglebury Post-Intelligencer, mit Reproduktionen alter Holzblöcke aus dem Besitz des Thwaite Estate. |
| 27. | Anne Bradstreet       | “I am obnoxious to each carping tongue …”                                                                                 | Gedruckt bei E.L. Hildreth & Co. in Brattleboro, Vermont. |
| 28. | Helen Ferris          | “Immemorially, the Children.”                                                                                             | Hand gesetzt in 12 Punkt Cloister Oldstyle, gedruckt auf Warren's Olde Style Paper von Sylvia Grablowsky in der Newark Museum Press, Newark, New Jersey. |
| 29. |                       | “Leisure.” | Vers aus The Poetry Bookshop of London. Entwurf, Holzschnitt und Handkolorierung von Lucina Wakefield, gedruckt bei The Marchbanks Press auf Gilio-Papier von T.N. Fairbanks Co. |
| 30. | Janet Bogardus        | “Some Bibliographical Notes About Women in Printing.”                                                                     | Gedruckt bei Parkway Printing Co. in New York. |